# Jacques de Batencour
Jacques de Batencour (ou de Batencourt) est un pédagogue français du XVIIe siècle, auteur en 1654 de l'Escole paroissiale, ouvrage destiné à l'école paroissiale  pilote (gratuite donc de Charité) pour les enfants pauvres de Saint-Nicolas-du-Chardonnet (quartier des écoles, des pensions gratuites et des collèges de Paris) et fondé sur l'apprentissage par le latin : la lecture en latin précédait la lecture en français dont elle était le fondement.

## Biographie
Abbé membre de la Communauté des prêtres de Saint-Nicolas-du-Chardonnet, il écrit quelques ouvrages de pédagogie dont en 1654, L'Escole paroissiale, résumé de dix-huit années d'expérience dans l'enseignement. C'est le premier traité pédagogique consacré à l'école élémentaire, dont on ne connait qu'une seule édition, mais qui semble avoir eu une grande influence : il était  connu et utilisé couramment en Nouvelle-France, à Montréal, au Séminaire de Montréal, aux XVIIe et XVIIIe siècles  ainsi que l'abrégé de 1685, et une réédition parut en 1722. Il inspirera Charles Démia, et saint Jean-Baptiste de La Salle.

## Œuvres
- L'escole paroissiale, ou la manière de bien instruire les enfants dans les petites escoles  par un prêtre  d'une Paroisse de Paris signant la   préface «  I. de B.    prêtre indigne » ,   Chez Pierre Targa, Paris, Imprimeur de l'Arcevesché, 1654.
- Instructions familieres, qui contiennent briévement, dans le premier traité, les maximes & les pratiques fondamentales de la religion chrêtienne, que l'on doit enseigner aux enfans dans les ecoles & dans les catéchismes, en expliquant en particulier tous les commandemens de Dieu & de l'Eglise ...    Jacques de Batencour
- Instructions familieres comprises en IV. traitez, pour enseigner aux enfans. I. L'orthographe françoise, sans la connoissance de la langue latine. 2. Les principales regles de l'arithmetique. 3. Les maximes, & les pratiques fondamentales de la réligion chrétienne, que l'on doit imprimer dans ...  Jacques de Batencour
- ''Instruction methodique pour l'ecole paroissiale, dressée en faveur des petites ecoles. (Divisée en quatre parties. La I. traitte des qualitez & des vertus nécessaires aux maîtres, & aux maîtresses d'ecole, &c.  . donne des moyens faciles pour élever les enfans à la pieté  ... ) signé M.I. D. B.  prêtre, dédié  au  chantre de l'Eglise de Paris, 1685, Paris : Pierre Trichard  / Abrégé méthodique de 1684 gardé par le Musée Pédagogique de Paris[3].